# Kościół Podwyższenia Krzyża Świętego w Łukowie
Kościół Podwyższenia Krzyża Świętego – rzymskokatolicki kościół parafialny należący do dekanatu Łuków II diecezji siedleckiej.
Jest to murowana świątynia pobernardyńska, wybudowana w stylu wczesnobarokowym w latach 1665–1770. Posiada dwuwieżową fasadę i składa się z jednej nawy. Była budowana przez różnych fundatorów. Bernardyni rezydowali przy kościele do 1864 roku, czyli do kasaty klasztoru przez władze rosyjskie. Odtąd świątynią opiekowali się kapłani diecezjalni. W 1920 roku kościół zyskał rangę kościoła parafialnego nowej parafii.
W ołtarzu głównym znajduje się figura Chrystusa na krzyżu, pod nią jest umieszczona uważana za cudowną figurka Pana Jezusa Miłosiernego. W ołtarzach bocznych znajduje się osiem obrazów, których autorstwo jest przypisywane Franciszkowi Smuglewiczowi. Przedstawiają one: Najświętszą Maryi Pannę Niepokalanie Poczętą, świętych Franciszka Serafickego, Antoniego Padewskiego, Rocha, Jana z Dukli, Annę, Teklę, Franciszka Ksawerego. Kościół posiada także ambonę z XVII wieku.

## Galeria zdjęć

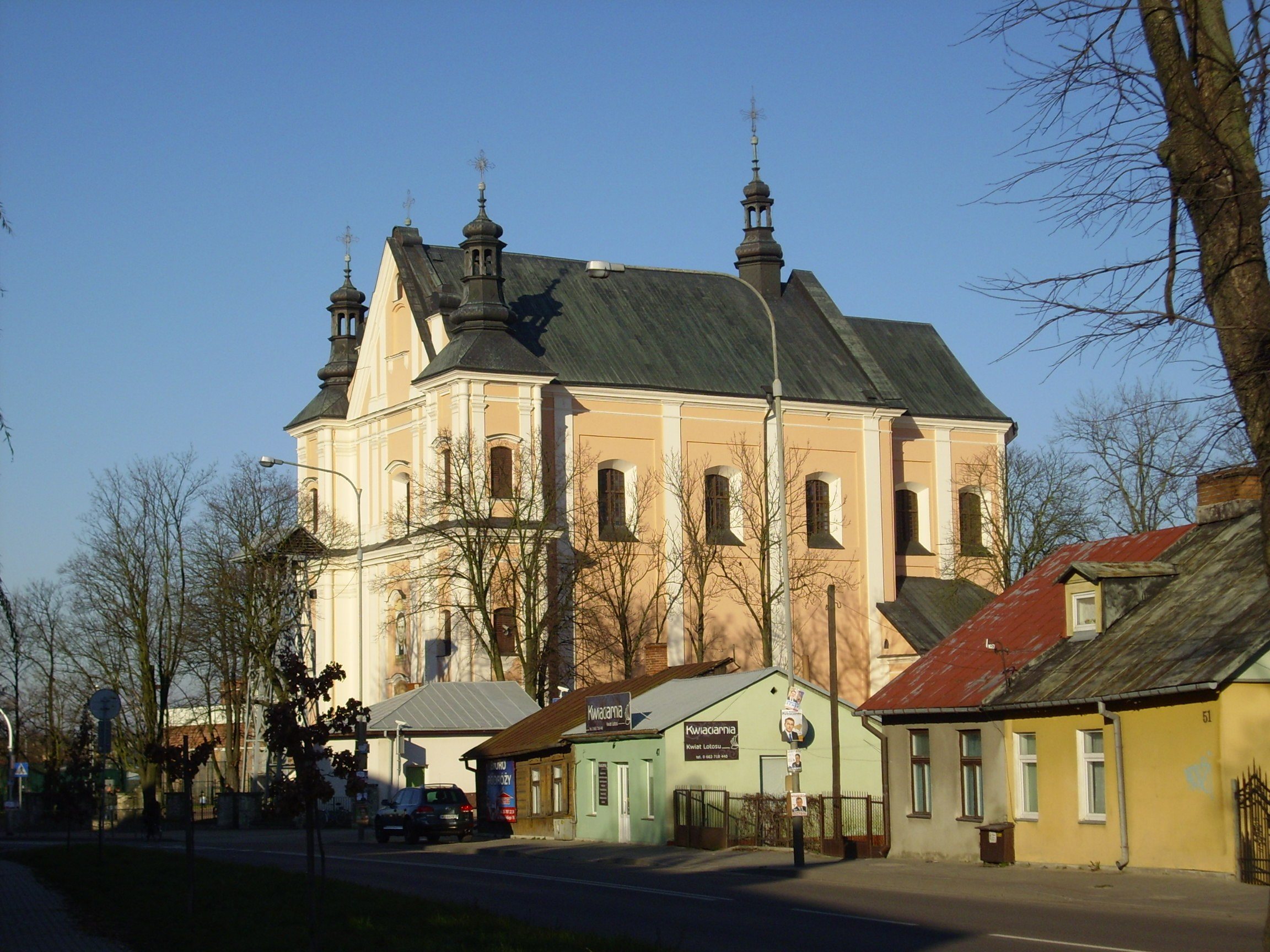
Widok ogólny (od strony ul. Wyszyńskiego)
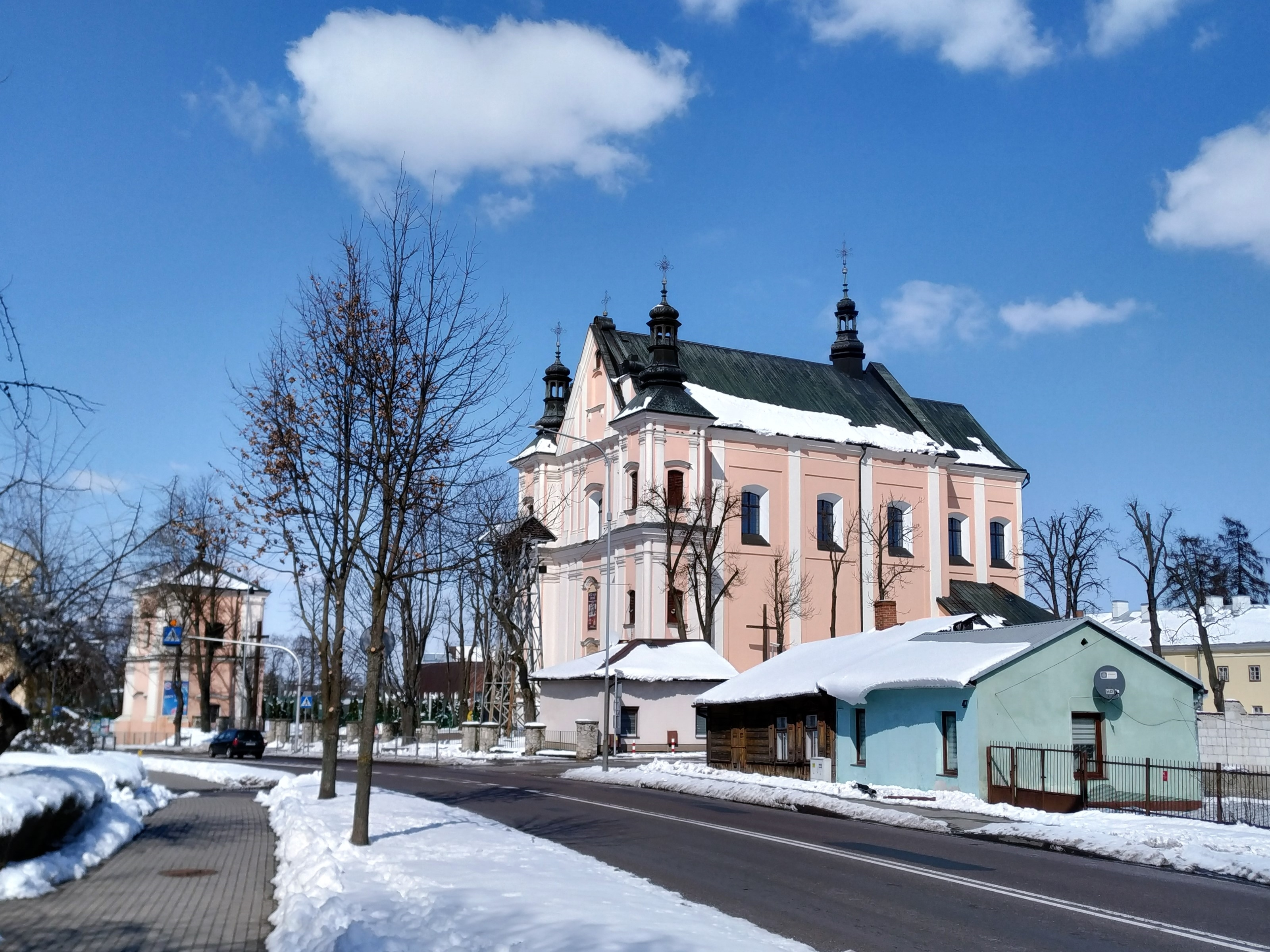
Kościół od strony ul. Wyszyńskiego
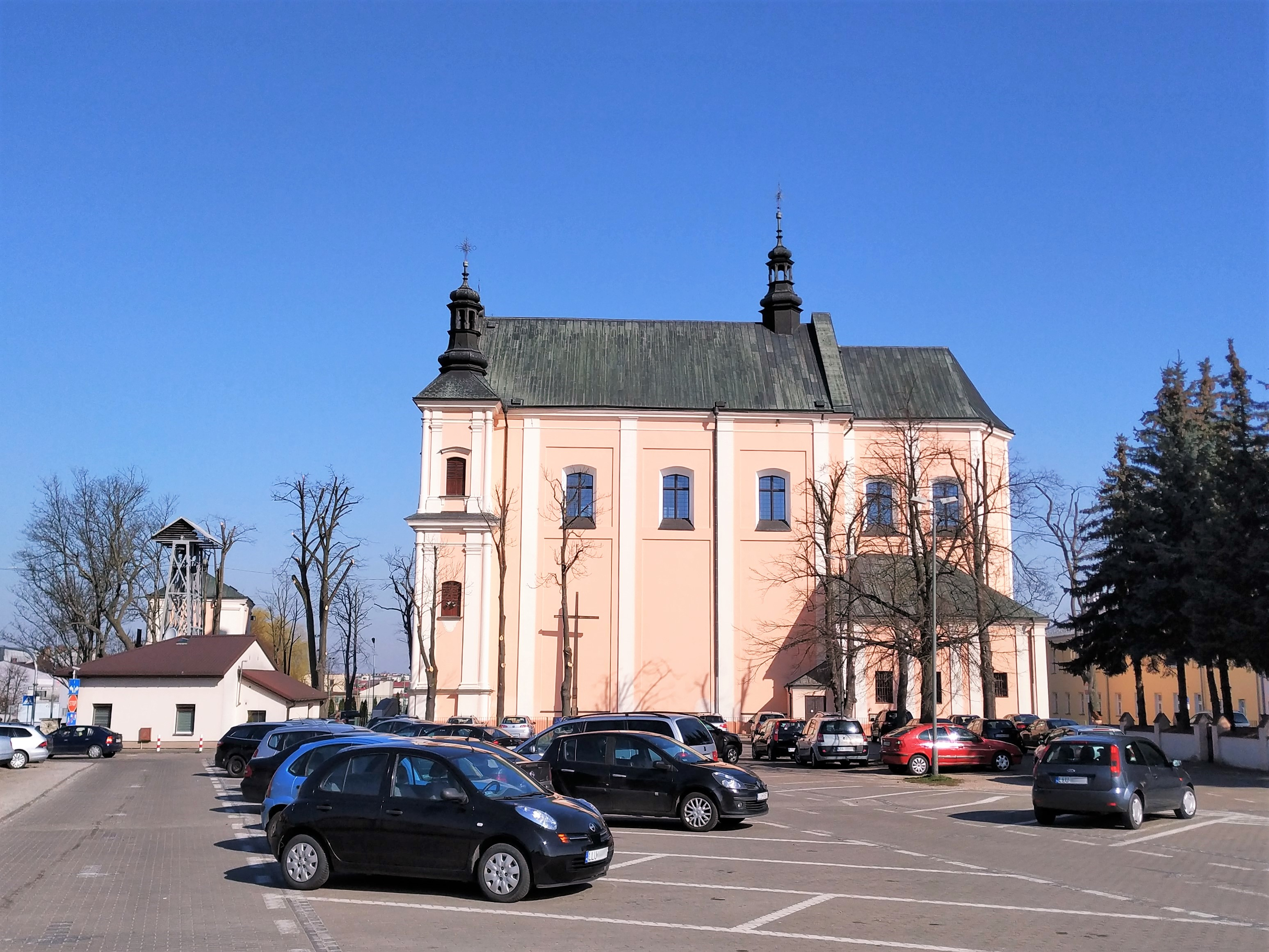
Widok od strony parkingu
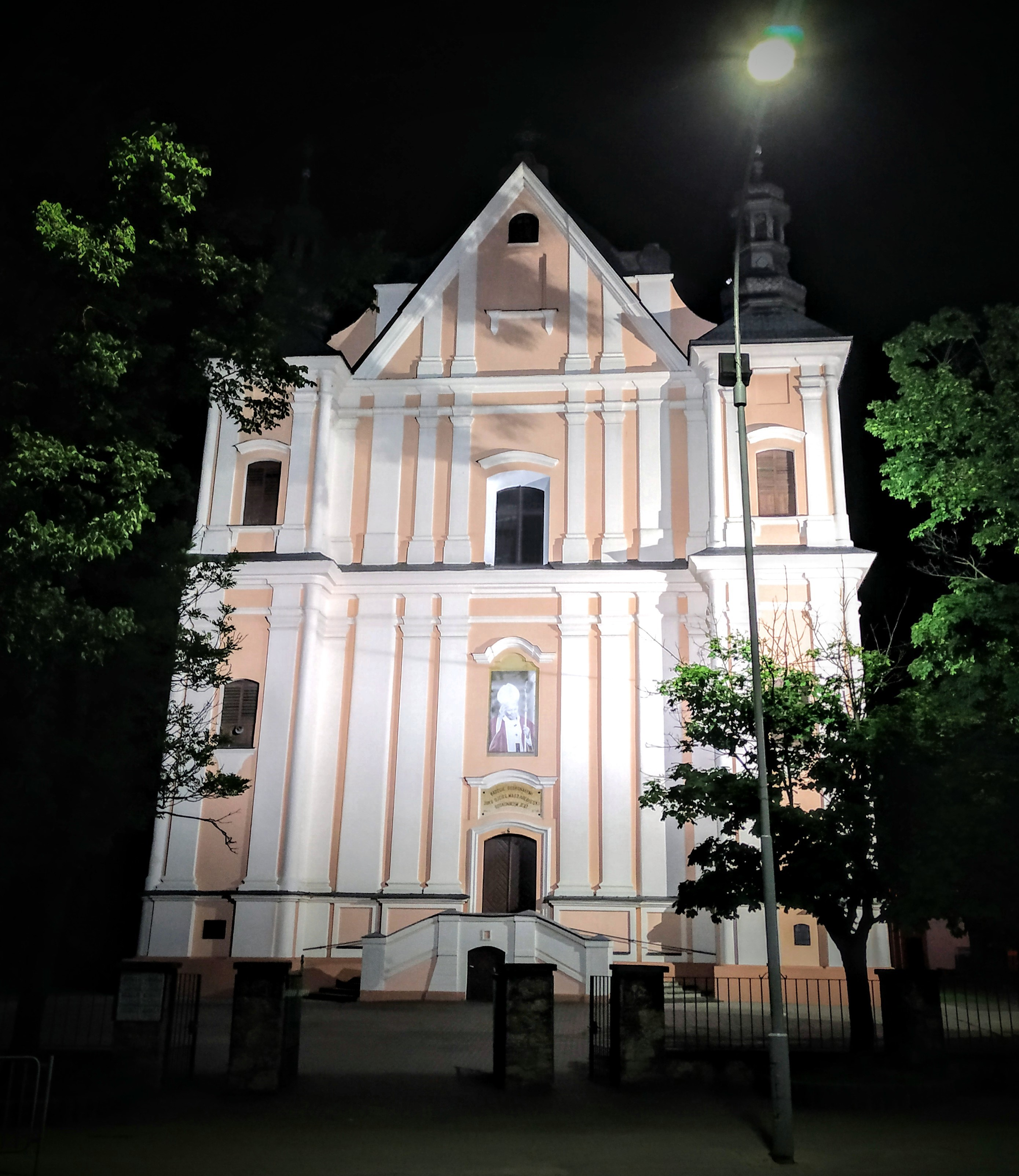
Fasada kościoła nocą
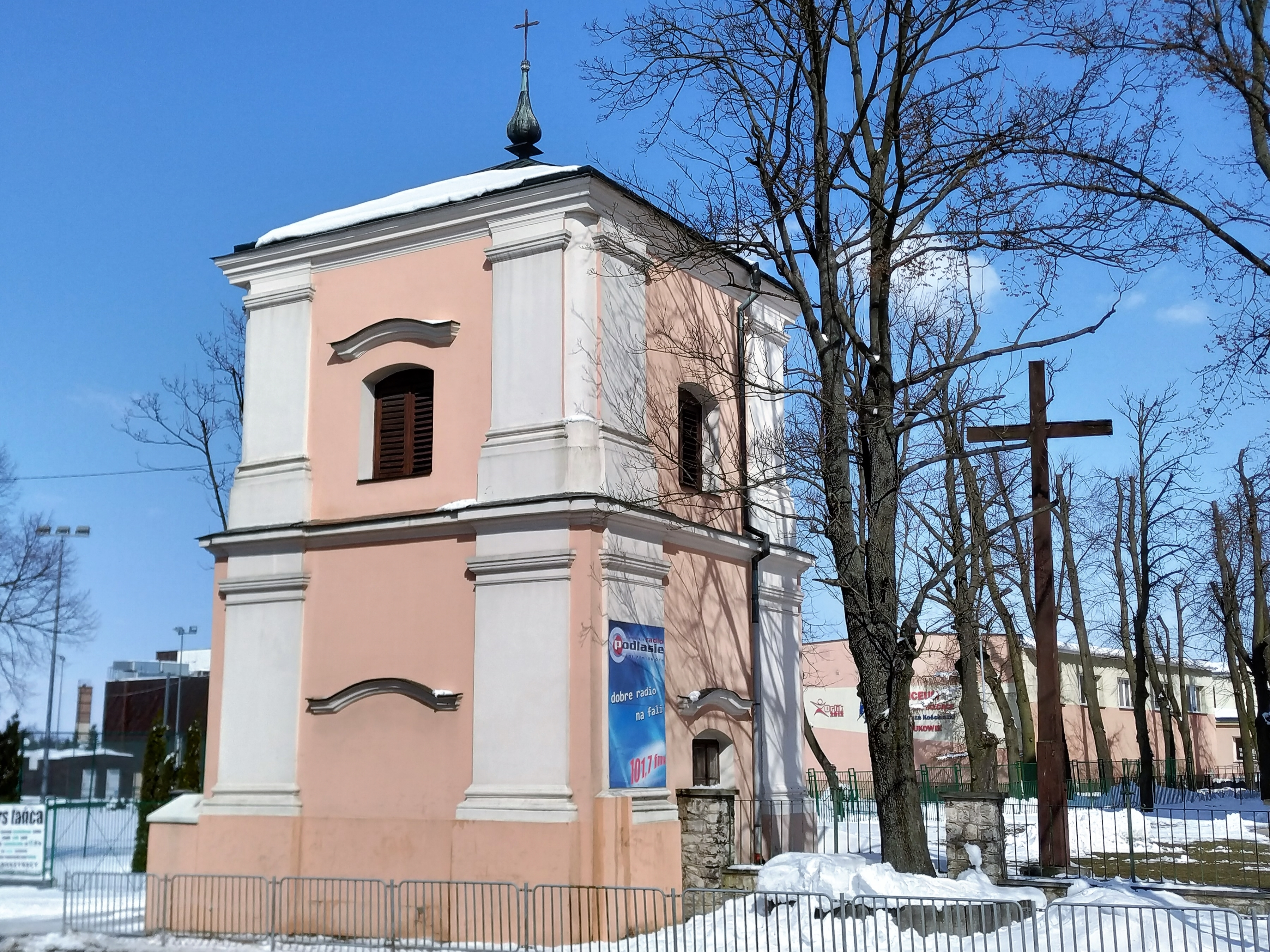
Dzwonnica
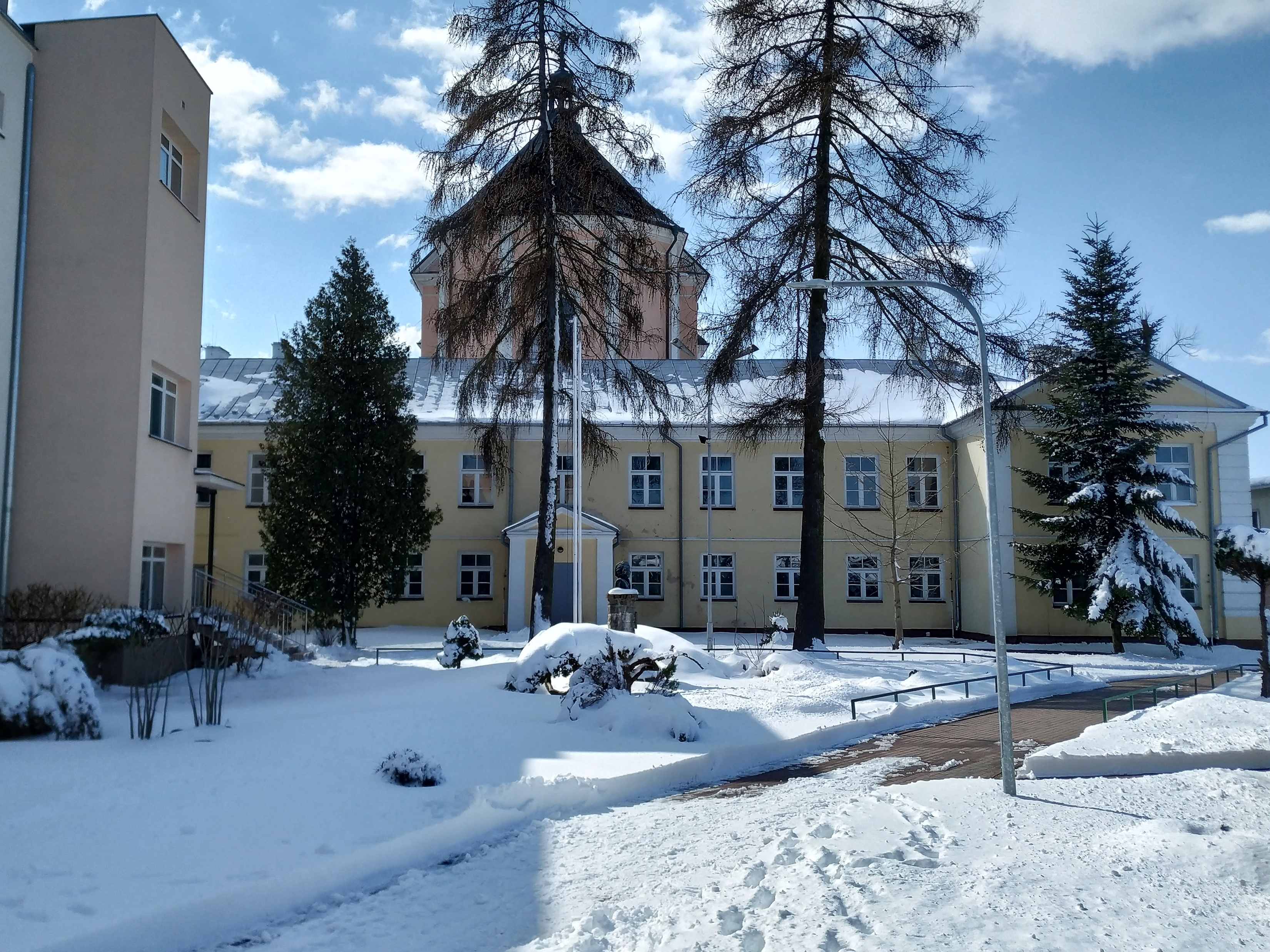
Budynek pobernardyński, w którym mieściło się Państwowe Gimnazjum, a później Liceum Ogólnokształcące im. Tadeusza Kościuszki